# جهش مرغ عشق بال‌خاکستری
جهش مرغ عشق بال‌خاکستری یکی از تقریباً ۳۰ جهش است که بر رنگ مرغ عشق‌ها تأثیر می‌گذارد. این جهش اساسی واریته بال‌خاکستری است. هنگامی که این واریته با جهش Clearwing ترکیب می‌شود به عنوان یک بال‌خاکستری با بدن کامل شناخته می‌شود.